# La Giovine Italia
La Giovine Italia fu l'organo ufficiale della Giovine Italia. Pubblicata a Marsiglia, dovendo essere diffusa clandestinamente in Italia ebbe una periodicità irregolare: uscirono tre numeri nel 1832, due nel 1833 e uno nel 1834. In questi sei fascicoli si esposero, essenzialmente nei saggi di Giuseppe Mazzini, i concetti del nuovo pensiero politico e sociale repubblicano.
Il giornale riportava nel frontespizio la descrizione «serie di scritti intorno alla condizione politica, morale e letteraria della Italia, tendenti alla sua rigenerazione» e divenne raro già dai primi anni della sua pubblicazione sia per la difficoltà di diffusione, sia per la pericolosità nel possederne qualche fascicolo (Carlo Alberto emanò un decreto apposito per punire l'introduzione dall'estero di stampa ritenuta contraria «ai principi della Religione, della morale e della nostra monarchia»).